# 波密土王
波密土王（藏語：ཀཿགནམ་རྒྱ་པོ，威利转写：ka: gnam rgyal po），藏語稱為噶朗第巴，又譯噶南木第巴、甘南木第巴，是1928年以前西藏波密的统治者。其统治的地区被称为“波密王国”。

## 起源
根據藏族傳說，波密土王家族出自吐蕃贊普。早在雅隆地區的悉補野部落建立吐蕃政權時，博窩（波密舊稱）地方已形成了獨立的部落。吐蕃止貢贊普被殺後，其子恰墀逃到博窩。十幾年後，悉補野族人從博窩迎立恰墀（補代公傑）為贊普。波密則由止貢贊普的後裔統治。

## 沿革
清朝初年，波密地區維持著半獨立狀態，僅在名義上臣屬於西藏政權。波密土王的統治範圍包括今天波密縣、墨脫縣、林芝縣的部分地區，勢力最大時控制十八個宗。其統治中心在今波密縣古鄉噶朗村，故又被稱為噶朗王。今其地有噶朗王宮遺址。清康熙五十六年（1717年），蒙古準噶爾汗国軍隊入藏，燒毀了噶朗府邸，波密土王遷至索瓦卡。
雍正、乾隆年間設立了駐藏大臣和噶廈，使拉薩的政府對衛藏各地的統治力空前加強。噶廈在下波密地方設置了博窩、波堆、傾多等宗，並向各地徵收賦稅、支派烏拉差役。
道光元年（1821年），波密土王尼瑪結布病死，無子嗣。其下土官扎布、曲傑·旺秋饒丹各據一方，並於道光十四年（1834年）歸順朝廷。但是到了次年，扎布自恃地險，率眾搶劫商旅，並襲擊邊壩、碩般多等處驛站。道光十六年，清兵剿滅了扎布勢力，同時封旺秋饒丹為“噶朗第巴”，承認了波密土王的勢力。此後，清廷允許波密地方僅向噶廈交付酥油差。
自嘉慶年起，波密土王共歷七代：
- 尼瑪結布
- 曲傑·旺秋饒丹
- 第巴·桑阿
- 第巴·墀甘
- 扎布·索南央堅
- 白馬策旺
- 旺欽頓堆

歷代土王並非都是父子相傳，如白馬策旺為索南央堅之入贅女婿，旺欽頓堆亦為白馬策旺之贅婿。

## 滅亡
清末，波密部眾經常剽掠過往商旅，並與川軍發生衝突。“同治年間及光緒五、六年皆屢次投誠，屢次背叛。自恃地險民悍，不時出剿搶劫，焚殺重案，無歲無之。”
宣統二年（1910年），駐藏大臣聯豫派協統鍾穎率駐藏新軍征討波密。然而鍾穎是皇親，素無指揮之才，駐藏新軍又無實戰經驗，故兵敗于東久（在今林芝縣）。聯豫遂起用左參贊羅長裿，又奏調川滇邊務大臣趙爾豐川軍助剿。趙爾豐部下傅嵩率軍攻佔波密，與羅長裿在易貢（今屬波密縣）會師。波密土王白馬策旺逃往墨脫。羅長裿率軍由多雄拉山口入墨脫，直抵崩崩山。趙爾豐部西軍中營幫帶劉贊廷引兵由金珠拉山口入墨脫。墨脫宗宗本（相當於縣長）道布（門巴人）設計誘殺了波密土王。二路清軍消滅了其餘波密頭領，並留兵駐守。趙爾豐意欲於波密置縣，改土歸流，但不久武昌起義爆發，計劃擱淺。
1911年辛亥革命後，駐紮西藏各地的清軍先後嘩變潰散，新軍撤出波密。白馬策旺之婿旺欽頓堆（一名索南旺傑）返回波密稱王，刺殺了墨脫宗本道布，並報復當年支持清軍的各族頭人。不久旺欽頓堆之妻病故，西藏噶倫擦絨將女兒次仁卓瑪嫁給旺欽頓堆，並於1924年寫信邀請旺欽頓堆夫婦赴拉薩“省親”。在去拉薩途中，旺欽頓堆察覺情形有變，返回波密，次仁卓瑪則攜大量財物逃奔拉薩。此後，波密與拉薩矛盾日深。1927年，藏軍第七代本率兵進入達興，為旺欽頓堆所殺，雙方正式開戰。1928年，噶廈派出五路藏兵進攻波密，旺欽頓堆逃往英屬印度，被英國人軟禁。其後英方稱旺欽頓堆中暑去世。1932年，噶廈政府完全控制波密地區。
波密平定後，因色拉寺、傾多寺、松宗寺有戰功，噶廈准許其建立波密宗、傾多宗、波堆宗，並各自委派宗本管理，直至1959年波密建縣，即波密县。

### 书籍
- 《門巴族简史》，本书编写组，1987，拉萨：西藏人民出版社
- 《藏族简史》，本书编写组，1985，拉萨：西藏人民出版社
- 关于波密土王（甘南木第巴）的调查资料[永久]，《藏族社会历史调查（四）》，1988，拉薩：西藏人民出版社